# Lago Uru Uru
El Lago Uru Uru es un lago de Bolivia, situado en la zona central de la región del Altiplano andino. Se encuentra en la provincia de Cercado del departamento de Oruro. Es un ecosistema acuático superficial. Dependiendo de la estación, la superficie puede variar entre los 120 y los 350 km² y la profundidad del lago desde 0,25 metros a 1 metro, respectivamente.

## Geografía
El lago está formado por el desborde del río Desaguadero en su desembocadura en el lago Poopó, sobre la extensa planicie sedimentaria denominada "Santo Tomás" (pues en ella se encontraba una pequeña ermita y unas cuantas casas que fueron inundadas por completo). Esta formación data de 1962. El río Desaguadero conecta el lago Titicaca y el lago Poopó.
Tiene una longitud de 21 km y una anchura de 16 km, y una superficie de 214 km² a una altitud de unos 3695 m s. n. m.
Es un gran atractivo turístico para la navegación y la pesca ya que contiene gran cantidad de especies piscícolas como el pejerrey.
Muy cerca de su orilla, se encuentra la ciudad de Oruro, gran centro industrial de minerales.

## Recursos hidrobiológicos
El lago Uru Uru y la laguna Soledad están en una situación muy precaria desde el punto de vista de su disponibilidad hídrica. La fuerte evaporación de agua, la baja pluviosidad y los bajos caudales que lo alimentan durante una parte importante del tiempo, no permiten un aumento de su volumen de agua, indispensable para mantener su vida biológica, ni una disminución de su salinidad. Por ello, aparentemente no será posible preservar sus recursos hidrobiológicos.
Sus necesidades respectivas son de 4 m³/s y 3,3 m³/s para mantener niveles de agua que permitan desarrollar la flora y la fauna acuáticas. Para mantener el nivel de salinidad se precisaría un caudal de 14 m³/s.
Los recursos hídricos disponibles son insuficientes para satisfacer las demandas de todos estos cuerpos de agua. Como consecuencia, será necesario proponer una política de optimización de los recursos que permitan minimizar los impactos.

## Contaminación
El lago Uru Uru sufre la llegada de elementos contaminantes tanto desde las aguas residuales de la ciudad de Oruro como de las aguas procedentes de las explotaciones mineras de la zona, en especial de la mina San José. Recibe los contaminantes arrastrados por las corrientes de aire desde el complejo metalúrgico de Vinto y que alcanzan el lago, donde se depositan y suman al resto de elementos contaminantes. Sumado a esto está la gran variabilidad en la superficie ocupada por el lago, que crea unas zonas llamadas llanuras de inundación donde las condiciones para la vida vegetal son muy difíciles. Causó mucha alarma que en el playón de ingreso al lago Uru Uru se han acumulado 8460 toneladas de material plástico (botellas descartadas, contenedores, juguetes, bolsas   plásticas, neumáticos) presentando una imagen impensable que refleja años de contaminación humana.